# Kéty
Kéty è un comune dell'Ungheria centro-meridionale di 757 abitanti (dati 2008). È situato nella contea di Tolna.